# 王征南
王征南（おう せいなん、拼音：Wáng Zhēngnán、1617年 - 1669年）は、清の拳法家。名は来咸、字は征南。浙江省寧波府鄞県の人。先祖は奉化県に住み、祖父は鄞県に住み始めた。張松渓とともに太極拳を含めた、内家拳の達人である。単思南から内家拳を学ぶ。

## 人物像
王征南は拳法だけでなく弓術にも秀でており、その腕が認められ軍に所属し、臨山の把総となった。退役後、隠居生活をおくる。黄宗羲は隠居生活をおくる王征南の、優れた力を持ちながらそれを売って生活身を立てない、国の隆盛の為に武術の力を用いない精神に共鳴した。故に『王征南墓誌銘』は数個の武術にまつわる話がある以外、王征南の素晴らしい精神性を重んじた内容を記した。
王征南はもともと技をみだりに披露する人ではなかったため、「心の険しい者、闘いを好む者、酒に狂う者、軽々しく技を露わす者、虚弱遅鈍の者」には技を伝授しない方針を設けていた。
黄宗羲の子の黄百家は王征南に憧れ門を叩き、唯一の門人となり住居の隣にある鉄仏寺で修行した。王征南が亡くなる際に黄百家が師に対する追慕の念を込めて記した作品を『内家拳法』という。黄百家は世が平和になるにつれ、将来役に立つかなど武術の重要性を考慮し、亡くなる前には興味が失せていたという。対して王征南は黄百家に期待を寄せていた。

## 内家拳について
王征南の用いた内家拳は、「少林拳を外家とし、これにまさるもの内家拳があるのだ」と言うようにライバル意識が強くある。内家拳の実技には手法三十五・歩法十八が存在し、その二つを組み合わせた「応敵打法」というのも存在する。内家拳の特徴は手技が中心・足技がない・間合いが狭く動き緊密である。太極拳は内家拳が源流といわれているが、内家拳の特徴は現代の南派少林拳の基本的性格と共通しているのがわかる。内家拳は名前から考えられるように対照的な外家拳が存在する。内家拳は太極拳が典型とされ、外家拳は少林拳を典型としている。内家拳は現代では柔派拳法と称されており、以上のことから南派拳術の特性を備えた短打系統の拳法である。